# Spanija
Spanija (lat. Provincia Spaniae), bizantska provincija od 552. do 624. koja je obuhvaćala teritorije na jugu Iberijskog poluotoka i Baleare. Bila je dio Justinijanovih osvajanja i napora da se obnovi rimska vlast u zapadnom Mediteranu.

## Osvajanje i osnivanje kolonije
Osvajanje Vandalskog kraljevstva u Tunisu i ponovno uspostavljanje bizantske provincije Mauretanije bilo je završeno 534. godine. Vandalski kralj Gelimer nije uspio uspostaviti savez s vizigotskim kraljem Teudisom, koji je iskoristio kolaps Vandalskog kraljevstva kako bi osvojio Septem (današnja Ceuta) 533. godine, vjerojatno kako bi spriječio Bizantince da je upotrijebe kao bazu odakle bi pokrenuli napade na Hispaniju. Ceutu su Belizarovi vojnici osvojili sljedeće godine, ali Hispaniju nisu napadali. Ceuta, koju su nakratko opet zauzeli Vizigoti 540., postala je dio Mauretanije.
Godine 550., za vrijeme vladavine Agile, u Hispaniji su podignuta dva velika ustanka. Građani Córdobe su se pobunili protiv arijanskih Vizigota i Agila je pobijeđen, a njegov sin ubijen i kraljevska riznica izgubljena. Sam Agila se povukao u Emeritu Augustu (Meridu). Nadnevak ovog ustanka se ne može utvrditi sa sigurnošću, a u obzir se uzimaju dvije godine: 549. i 551. (najkasnije). Tada je plemić Atanagild zauzeo Emeritu Augustu i proglasio se kraljem, suprotstavivši se na taj način Agili.
Povjesničari su podijeljeni u tome tko je prvi potražio pomoć od Bizanta, uglavnom, jedan od pretendenata na vizigotsko prijestolje je pozvao Justinijana, koji je poslao vojsku iz Konstantinopola pod zapovjedništvom Liberija. Ta je vojska krenula otprilike u isto vrijeme kad je Jordanes završio svoju Getiku (između 550. i 551).
Međutim, prema Izidoru Seviljskom, Atanagild je bio taj koji je u jesen 551. ili zimu 552. tražio pomoć od istočnorimskog cara. Vojska je vjerojatno bila poslana 552., a stigla je u Hispaniju u lipnju ili srpnju. Liberijevi vojnici su se vjerojatno iskrcali na ušću Guadalete ili kod Malage i pridružili se Atanagildu koji je krenuo u susret Agili u rujnu 552. godine. Rat je trajao dvije godine te se Liberije vratio u Konstantnopol u svibnju 553.
Početkom ožujka 555. bizantska vojska je krenula iz Italije kako bi se pridružila svojim suborcima u okolini Seville. Njihov dolazak u Sevillu bio je obilježen nasiljem. Katoličko stanovništvo grada, u koje je spadala i obitelj Leandra Seviljskog, bilo je naklonjeno Vizigotima tako da je bizantska vlada bila prisiljena ukinuti njihove slobode. Ova represija je trajala godinama. Leandar i mnogi članovi njegove obitelji bili su izgnani i antibizantski osjećaj se od tada provlači kroz sva njegova djela.
Krajem ožujka 555. godine, Agiline pristaše su se okrenule protiv njega i ubile ga, a potom prihvatile Atanagilda kao jedinog kralja Vizigota koji bi se suprotstavio Bizantincima, koji su sada prijetili Vizigotskom kraljevstvu. Novi kralj se pokušao riješiti istočnorimskog prisustva, no bezuspješno, jer su se Bizantinci odnosili prema Hispaniji kao prema carskoj provinciji na koju su polagali puno pravo, okupiravši mnoge priobalne gradove u Betici. Ova regija je ostala pod bizantskom vlašću kao provincija carstva s vlastitom upravom tijekom punih 75 godina, sve dok ga Zapadni Goti nisu ponovo osvojili.

## Geografija
Bizantska provincija Spanija je uglavnom obuhvaćala samo primorje i nikad se nije širila dublje u unutrašnjost. Također, metropola joj nikada nije poklanjala mnogo pažnje, vjerojatno jer joj je jedina svrha bila obrana u slučaju vizigotske invazije na Afriku. Osim toga, u to doba Bizant je bio zaokupljen Perzijskim carstvom na istoku, koje je tada predstavljalo ozbiljnu prijetnju. Najvažniji gradovi bizantske Spanije su bili Malaga i Cartagena, koji su se koristili kao luke gdje su se iskrcavali bizantski vojnici. Ne zna se koji je od ova dva grada bio prijestolnica. Gradovi su bili središta bizantske moći i dok su Vizigoti lako osvojili sela Spanije, bili su prilično bezuspješni u opsadi utvrđenih gradova.
Za vrlo malo gradova se sa sigurnošću zna da su bili pod bizantskom upravom u ovom razdoblju. Grad Asidona bio je pod bizantskom upravom do 572., kada ju je osvojio Leovigild. Gisgonsa je također bila pod bizantskom upravom sve do vladavine Viteriha (603.—610.), što navodi na zaključak da je cijeli jug provincije Betika bio potpuno pod bizantskom vlašću — od Malage do Guadalete. U provinciji Cartaginiensis, gdje se nalazi Cartagena koja je glavni grad provincije, grad Basa je također bio pod bizantskom upravom i vjerojatno se odupirao napadima Leovigilda oko 570., ali je već 589. bio pod vlašću Vizigota.
Među gradovima za koje je moguće da su bili bizantski u to doba, nalazila se i Córdoba. Neki povjesničari misle da je Córdoba bila prva prijestolnica same provincije Spanije, kao i gradovi Esija (Astigi), Cabra (Egabra), Guadiks (Aski) i Granada (Iliberis), ali nema čvrstih argumenata u literaturi o rimskoj upravi u ovim gradovima. Građani Cordobe su između 566. i 567. digli pobunu, kojoj se također pridružila i Sevilla, sve dok je Leovigild nije ugušio 572. godine. Moguće je da je Córdoba u tom razdoblju imala lokalnu samoupravu, ali također i da je priznavala vrhovnu vlast carstva.
Osim južnih dijelova provincija Betika i Cartaginiensis (južni Levant), Bizantinci su također držali i Ceutu na drugoj strani Gibraltara i Baleare, koji su im dopali zajedno s ostatkom Vandalskog kraljevstva. Ceuta, iako je bila vizigotska i tradicionalno vezana za Iberijski poluotok, bila je vezana i za provinciju Mauretanija. Baleari su s Betikom i Cartaginiensisom formirali novu provinciju Spanija.